# G-14
El G-14 va ser un grup compost pels 18 clubs de futbol més poderosos d'Europa, tant econòmicament com esportivament, encara que no va ser reconegut per cap de les instàncies oficials de futbol europeu o mundial, ja sigui la UEFA o la FIFA.
Creat l'any 2000, inicialment estava format per 14 clubs, que s'amplià a 18 el 2002. Va desaparèixer el 2008.

## Creació
Creat el 2000 per a defensar els interessos d'aquests clubs, va contar originalment amb 14 clubs (d'aquí el nom) que el 2002 es va ampliar a 18 sense modificar el nom. El seu propòsit principal i raó de la seva creació va ser fer una contraofensiva als reglaments de la UEFA, que obliga als clubs a alliberar a jugadors convocats per les seves respectives seleccions, ja sigui en compromisos amistosos o oficials per a mantenir l'esperit que "tots els països, per petits que siguin, puguin competir en igualtat de condicions". Aquests clubs exigeixen una compensació per cada jugador alliberat, degut principalment a la gran quantitat de seleccionats nacionals que posseïxen.

## Política
La quantitat i varietat de jugadors, alguns de països que ni tan sols classifiquen a la Copa del Món o si més no, a la primera fase de classificació, altres pel contrari, procedents de l'Argentina, Brasil, Països Baixos, França o Itàlia, que participen activament en diversos tornejos internacionals i continentals, a més de les lesions produïdes en aquests partits que els resten disponibilitat de jugadors per a partits importants, han servit de punt d'inici i com base al G-14 a crear una política de 'protecció' amb la qual exigeixen una compensació econòmica quan un jugador de les seves files si es troba lesionat per causa d'un partit de selecció o havera de perdre's qualsevol partit oficial, o fins i tot amistós, del club.
| «                                                  | Nosaltres li paguem el sou als jugadors per 12 mesos, però uns altres s'emporten els nostres empleats i els usen per a guanyar diners, però nosaltres no rebem gens a canvi | » |
| — Umberto Gandini, director esportiu del AC Milan. | |   |

La situació s'agreuja al posseir un equip més d'un seleccionat (en alguns casos al comptar fins a 4 o més) d'un mateix país. Això és a causa de la tendència d'algunes lligues de comptar amb jugadors procedents d'un mateix país o continent.
- Costa d'Ivori, Camerun i altres països africans i Països Baixos són la principal tendència de la Lliga Francesa.
- Països sud-americans, com Argentina i Brasil, països exsoviètics i països balcànics són la principal tendència de la Lliga Espanyola.
- Noruega, Dinamarca, Alemanya, Finlàndia i països africans són la principal tendència de la Lliga Anglesa.
- Països sud-americans i alguns europeus són la principal tendència de la Lliga Italiana.

## Objectius
El principal propòsit del G-14 és exigir una compensació per cada jugador cedit a la seva respectiva selecció i per aquells lesionats en aquestos partits. Aquesta mesura ha estat rotundament rebutjada per Blatter.
També està la de planificació d'un calendari que li permeti al jugador disputar els partits de la seva selecció sense veure afectat el rendiment i participació amb el seu club.
El març de 2006 el G-14 va presentar una proposta per a substituir la forma actual de la Lliga de Campions, on cada membre tingui assegurada la seva participació any rere any i la possibilitat de crear una 'Superlliga Europea'.

## G-14 vs FIFA i UEFA
Des de la seva creació, les polítiques del G-14 han estat repudiades pel president de la FIFA Joseph Blatter, a l'anar, segons ell, en contra de l'esperit de la competitivitat lliure, i de voler monopolitzar les competicions internacionals. Mentre Blatter vetlla per una justa competitivitat esportiva a nivell internacional (seleccions nacionals), el G-14 busca defensar els seus interessos financers i esportius, com el de les seves inversions, els jugadors, sent aquests 'el punt de la discòrdia entre ambdós'.
El G-14 reclama "860 milions d'euros a la FIFA pels danys sofrits pels 18 clubs del grup en els últims 10 anys", va declarar l'advocat del grup de clubs, Jean-Louis Dupont.
El 28 de maig de 2007, en un congrés extraordinari a Zúric, el president de la UEFA Michel Platini demanà al G-14 que es desfés, declarant que era un grup elitista i que les demandes del grup es podien tractar en un nou òrgan de la UEFA, el Professional Football Strategy Council (Consell d'Estratègia del Futbol Professional).
El 15 de gener del 2008 el G-14 i la UEFA van arribar a un acord. FIFA i UEFA pagarien compensacions per les convocatòries i possibles lesions dels jugadors per les seleccions estatals a la Copa del Món i al Campionat d'Europa i a canvi el G-14 es desfarà el 15 de febrer del 2008. A canvi es crearà un nou organisme, l'Associació Europea de Clubs (European Club Association) que inclourà 100 equips dels 53 membres de la UEFA, amb un mínim d'un club per membre.

## Integrants

### Any 2000
- (Lliga Espanyola)
  - Reial Madrid
  - FC Barcelona
- (Lliga Italiana)
  - Juventus FC
  - AC Milan
  - Inter Milano
- (Lliga Anglesa)
  - Manchester United FC
  - Liverpool
- (Lliga Alemanya)
  - Bayern de Múnic
  - Borussia Dortmund
- (Lliga Francesa)
  - Olympique de Marsella
  - Paris Saint-Germain
- (Lliga Holandesa)
  - Ajax Amsterdam
  - PSV Eindhoven
- (Lliga Portuguesa)
  - FC Porto

### Any 2002
- (Lliga Anglesa)
  - Arsenal FC
- (Lliga Alemanya)
  - Bayer Leverkusen
- (Lliga Francesa)
  - Olympique de Lió
- (Lliga Espanyola)
  - València CF